# Novaci (Romania)
Novaci è una città della Romania di 6113 abitanti, ubicata nel distretto di Gorj, nella regione storica dell'Oltenia.
Fanno parte dell'area amministrativa anche le località di Berceşti, Hirişeşti, Pociovaliştea e Siteşti.